# Leone di Bisanzio
Leone di Bisanzio è un personaggio dell'Orlando furioso di Ludovico Ariosto. Principe ereditario bizantino, figlio dell'imperatore Costantino e nipote di Teodora, non è storicamente identificabile con nessuno dei sei imperatori romani d'Oriente che avevano questo nome. Appare negli ultimi tre canti del poema, inizialmente non previsti nel piano dell'opera: essi furono infatti inseriti nella terza redazione del Furioso, che vide la luce il 1º ottobre 1532 a Ferrara. È nella narrazione una delle pochissime figure caratterizzate costantemente da cortesia e nobiltà d'animo.

## Il personaggio
Leone, innamorato della guerriera franca Bradamante, è convinto di poter coronare il suo sogno avendo il favore del proprio padre e di quello dell'amata, il Duca Amone, che si sono accordati in tal senso. Bradamante invece, pur stimando molto il principe di Bisanzio, ama in realtà Ruggiero (come peraltro si vede in buona parte del poema), e accetta di sposare Leone solo per non disobbedire al genitore. Riesce tuttavia a strappargli una promessa: qualora un cavaliere dovesse vincerla in una giostra prima delle nozze, costui diventerà suo marito. Ruggero, sotto il nome di Cavaliere del Liocorno, arriva a Bisanzio per partecipare alla giostra; Leone, rimasto ammirato dal suo portamento, lo avvicina per conoscerlo meglio, ricevendo subito una conferma dell'impressione iniziale. Tra i due giovani eroi nasce addirittura un'amicizia. Teodora, la crudele sorella di Costantino, fa prigioniero Ruggero e lo chiude quindi in una torre in attesa di condannarlo a morte, ma Leone lo libera dopo aver ucciso il custode. Giunge il giorno della giostra: Ruggero, che per sdebitarsi si dichiara disposto a lasciare Bradamante a Leone, affronta la donna guerriera con la divisa militare del principe. Bradamante viene sconfitta e pertanto tutto lascia pensare che non potrà mai sposare Ruggiero: ma Leone, avendo appreso che il Cavaliere del Liocorno e Ruggiero sono la stessa persona, rinuncia definitivamente alla mano di Bradamante e mette il padre di fronte al fatto compiuto.